# Depokharjo
Depokharjo is een bestuurslaag in het regentschap Temanggung van de provincie Midden-Java, Indonesië. Depokharjo telt 706 inwoners (volkstelling 2010).